# ویرشوایلر
ویرشوایلر (به آلمانی: Wirschweiler) یک شهر در آلمان است که در بیرکنفلد واقع شده‌است. ویرشوایلر ۳۶۴ نفر جمعیت دارد.